# Аялон, Даниэль
Даниэль (Дани) Аялон (ивр. דניאל (דני) איילון‎,
род. 17 декабря 1955, Тель-Авив, Израиль) —  израильский политик, депутат кнессета 18-го созыва от партии «Наш дом — Израиль» («НДИ»), бывший посол Израиля в США.

## Биография
Даниэль Аялон родился 17 декабря 1955 года в городе Тель-Авиве. Мать родом из Польши, отец из Алжира.
Окончил экономический факультет Тель-Авивского университета (бакалавр) и Государственный университет Боулинг Грин в Огайо (США) по специальности управление бизнесом (магистр).
Служил в бронетанковых войсках Армии обороны Израиля. Капитан запаса (сэрен).

### Политическая карьера
В 1997—2002 годах Даниэль Аялон работал советником по внешней политике у премьер-министров Нетаньяху и Барака, а у премьер-министра Шарона — главным советником по внешней политике.
В этот период он был членом израильской делегации на переговорах в Шарм-эш-Шейх (1997), Уай Плантейшн (1998) и саммите в Кэмп-Дэвиде (2000).

### Дипломатическая карьера
Дипломатическую карьеру Даниэль Аялон начал в 1991 году с поста заместителя консула Израиля в Панаме. В 1993 году назначен управляющим канцелярией посла Израиля в ООН. С 2002 по 2007 год Даниэль Аялон — посол Израиля в США. Это были годы самого разгара интифады Аль-Аксы, вторжения сил коалиции в Ирак, и Второй ливанской войны. Однако именно в этот период отношения между Израилем и США были самыми наилучшими, а стратегические, политические и экономические связи укреплены и расширены.
Аялон играл важную роль в заключении соглашения о предоставлении правительством США гарантий израильских займов на сумму в 10 миллиардов долларов, в подготовке плана «Дорожная карта», в историческом обмене письмами между президентом Бушем и премьер-министром Шароном, а также в заключении различных торговых сделок на сумму в 20 миллиардов долларов и инвестиций на сумму в 10 миллиардов.

## Общественная деятельность
- Член центральной действующей комиссии в Академическом центре города Ариэль
- Заместитель председателя торгового отдела по связям с США
- Член дирекции «Лига дружбы» между Израилем и США
- Председатель общества «Душа в душу» — алия из стран Запада

### В кнессете
На выборах 2009 года баллотируется в Кнессет 18-го созыва от партии Наш дом — Израиль и становится депутатом.
- Кнессет 18

24 февраля 2009 года

### Фракции
- Кнессет 18 Наш дом — Израиль

### Деятельность в правительстве
- Кнессет 18 правительство 32 с 1 апреля 2009 года
  - Заместитель министра иностранных дел

### Другие должности
- Кнессет 18
  - Член лобби в интересах взаимопонимания между светскими и ортодоксами

## Личная жизнь
В 1980 году женился на Энн. У них две дочери Зоар и Авигайль. Живут в городе Ход-Хашарон.

## Публикации
- The Goldstone Mission vs. The Peace Process (недоступная ссылка)